# لو فانگ
لو فانگ (انگلیسی: Lu Fang؛ زادهٔ ۱ ژانویهٔ ۱۹۷۲) تیرانداز زن اهل چین بود. وی در بازی‌های المپیک تابستانی ۱۹۹۶ حضور داشته‌است.